# Rancho Viejo (Texas)
Pour les articles homonymes, voir Rancho Viejo.
Rancho Viejo est une ville située au centre du comté de Cameron, au Texas, aux États-Unis,.

## Démographie
Lors du recensement de 2010, la ville comptait une population de 2 437 habitants. Elle est estimée, le 1er juillet 2019, à 2 903 habitants.

### Source de la traduction
- (en) Cet article est partiellement ou en totalité issu de l’article de Wikipédia en anglais intitulé « Rancho Viejo, Texas » (voir la liste des auteurs).